# آوون (آلاباما)
آوون  (به انگلیسی: Avon) شهرکی است در ایالت آلاباما در کشور آمریکا.

## مکان
آوون در موقعیت ‎ ۳۱°۱۱’ ۲۲’’ N ۸۵°۱۶’ ۴۵’’ V (‏۳۱،۱۸۹۴۰۹; ‑۸۵،۲۷۹۱۵۶‏)‎ قرار دارد.
با توجه به اطلاعات اداره آمار آمریکا مساحت آن در حدود ۶٫۸ کیلومترمربع است.

## مردم‌شناسی
با توجه به آمار سال ۲۰۰۰ جمعیت آن ۴۶۶ نفر، ۱۸۵ خانواده در آن ساکن هستند.
تعداد ۲۰۲ واحد خانه در هر مساحت تقریبی (۲۹،۷akm²) قرار دارد.
۲۳،۴% درصد از خانواده‌های فرزند زیر ۱۸ سال داشتند که از این تعداد ۶۱،۱% درصد زوج بوده و ۹،۲% درصد زنان بدون شوهر و ۲۴،۹% درصد نیز غیر خانواده بودند.
متوسط درآمد یک خانواده در حدود ۴۲،۲۷۳ دلار آمریکا است و زنان درآمد متوسط ۲۸،۴۳۸ دلار آمریکا و مردان درآمد متوسط ۱۸،۰۶۸ دلار آمریکا بدست می‌آورند.